# Kükemezey Mihály
Kükemezey Mihály (névváltozat: Kükemezei; szlovákul: Michal Kükemezey) (Szobránc, 1923. április 8. – Kassa, 1988. november 5.) felvidéki római katolikus pap, a kassai Szent Erzsébet-dóm káplánja. Sáros vármegye egyik legősibb nemesi családjának sarja: A család címere Az 50-es években a csehszlovák kommunista diktatúra által üldözött pap.

## Életútja

Papnövendék (1943)

Kükemezey Mihály a felvidéki Szobráncon született 1923-ban. Édesapja idősebb Kükemezey Mihály (1883–1939 után) szobránci műbútorasztalos, édesanyja Maxim Mária (1890–1972 után). Az apja 1911-ben már asztalosmester. Az első világháború során az idősebb Kükemezey 1914-ben vonult be katonai szolgálatra, a front és a hátország összeomlásakor − 1918 októberében − szerelt le mint tizedes, a bronz vitézségi érem (kétszer), a Károly-csapatkereszt birtokosaként. Szülei 1921. július 17-én kötöttek házasságot. Id. Kükemezey Mihály egészen 1936-ig aktív tagja volt a keresztényszocialista pártnak, majd 1936-tól az Egyesült Magyar Pártnak, 1927-ben választották meg az alakuló szobránci keresztényszocialista pártszervezet élére. 1932-ben asztalosmesterként az apja készítette el a tibai katolikus templom új oltárát.
Középiskolai tanulmányai során ifj. Kükemezey Mihály a huszti Állami Magyar-Orosz Gimnáziumban (1939–1941) tanult. Kiváló tanulmányi eredményei voltak, szülei anyagi helyzete miatt tandíjmentességet élvezett. Vele együtt – a magyar tannyelvű VI. osztályában – 20 fiú és 9 lány tanult, ebből csupán ketten voltak színjeles tanulók. A huszti gimnáziumban a római katolikus tanulók Mária Kongregációjának volt a prefektusa, már 1941-ben komoly érdeklődést tanúsított a hitélet iránt. Középiskolai tanulmányait sikeres különbözeti vizsgával a Szatmárnémeti Katolikus Gimnáziumban (1942–1943) folytatta, Horthy Miklós-ösztöndíjjal, itt érettségizett 1944 áprilisában „jól érett” minősítéssel. Elvégezte a szatmárnémeti Papnevelő Intézetet. Teológiai tanulmányai befejezése után 1950. május 21-én szentelték pappá Kassán.
A második világháború után a négy részre szakadt Szatmári római katolikus egyházmegye felvidéki részében szolgált, a szakadás után Csehszlovákiához 13 plébánia került. Felszentelése után a szülővárosa közvetlen szomszédságában levő Tiba községben lett segédplébános. A csehszlovák kommunista diktatúra is módszeres egyházüldözést folytatott. 1950 decemberében már legalább 1000 pap és egyéb egyházi személy lett internálva vagy került munkaszolgálatos egységekhez. Csak a kassai főegyházmegye területéről legalább 114 egyházi személyt hurcoltak el. Kükemezey Mihály 1953 és 1954 között kényszermunkás (PTP) volt egy kisegítő műszaki alakulatnál, hasonló „átnevelő” munkaszolgálat Magyarországon is volt a Rákosi-korszakban.

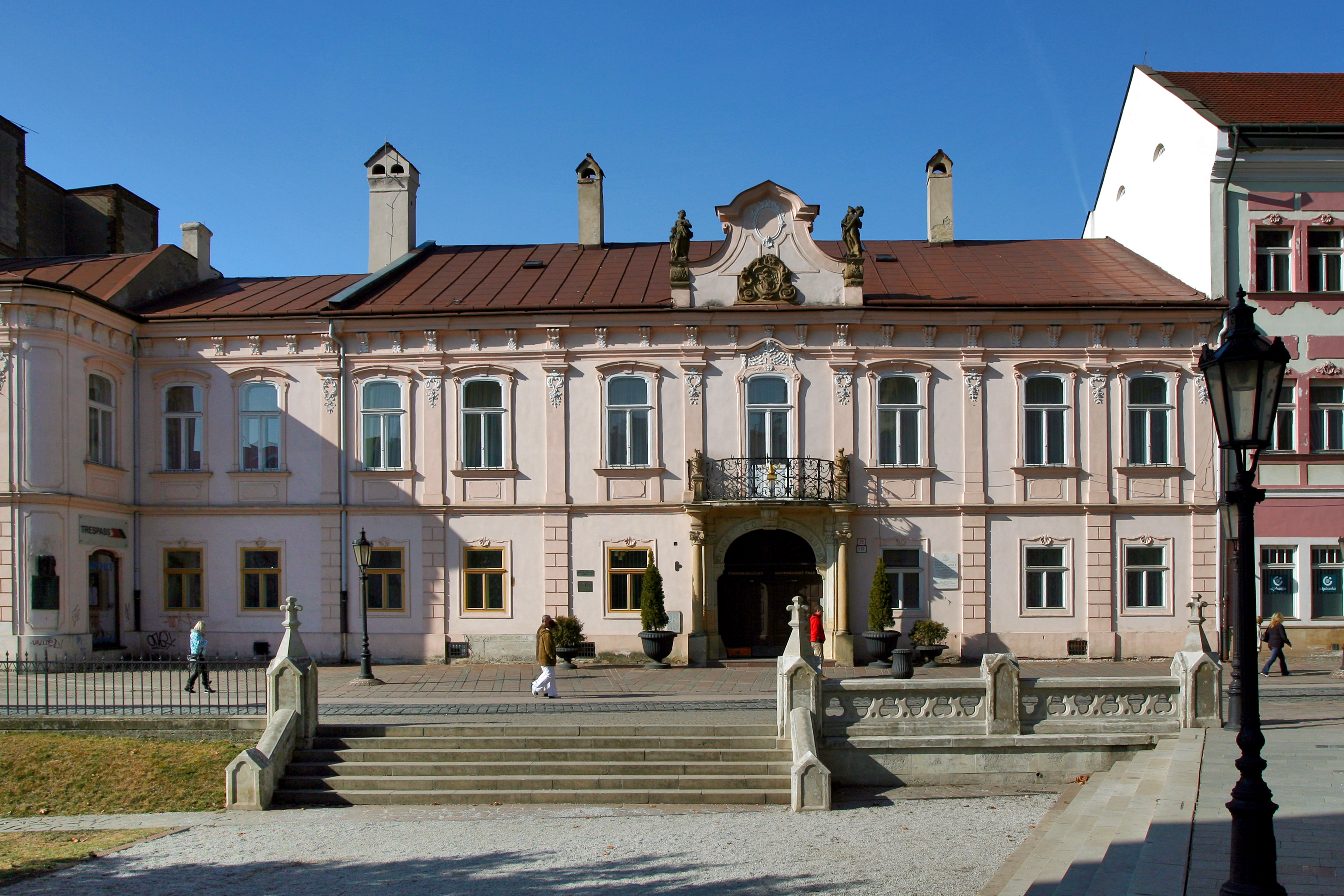
A kassai érseki palota

A 70-es években Kárpátalján

A huszti várban

Ezek az alakulatok a Csehszlovák Néphadsereg munkaegységei voltak, az ún. politikailag megbízhatatlan elemek – nagybirtokosok, nagykereskedők, gyárosok, kulákok, papok, egyházi iskolák volt diákjai, a volt középosztály fiai, az osztályidegenek és gyermekeik – részére, általában nehéz és veszélyes munkák elvégzésére használták őket. Fennállásuk során megközelítőleg 60 ezer embert kényszerítettek ilyen munkaegységekbe. Voltak könnyű és nehéz PTP-k, az előbbiek az építőiparban, később kőbányákban is dolgoztak, az utóbbiak meg föld alatti bányákban. 1954. április 29-én a csehszlovák honvédelmi miniszter rendeletet írt alá a PTP-k műszaki zászlóaljakká való átszervezéséről, az "E" (politikailag megbízhatatlan) besorolás törléséről és a rendkívüli hadgyakorlatok lebonyolításáról. Az 1954. május 7-i gyakorlatokon részt vevő összes tartalékos katonát elengedték. Kükemezey az 1954-es általános amnesztia során szabadult.
1954 és 1955 között a Szobránc melletti Lakárdon, majd utána Cékén segédplébános.
1956-ban nevezik ki a kassai Szent Erzsébet-dóm káplánjává, ahol ebben a minőségben több mint 30 éven keresztül – egészen haláláig – szolgált. Körülbelül 1974-től a főszékesegyház irodavezető káplánja. Az orsolyás nővérek templomában is misézett.
1988-ban Kassán halt meg és Szobráncon temették el. Öccse, István (1927–1978) szintén Szobráncon lett eltemetve.

## Származása
| Kükemezey Mihály, Szobránc, 1923. április 8. – Kassa, 1988. november 5. katolikus pap | Apja: Kükemezey Mihály (Szobránc, 1883 – 1939 után) műbútorasztalos | Apai nagyapja: Kükemezey Mihály (? – 1922 után) községi bíró, szövetkezeti pénztárnok |  |
| Kükemezey Mihály, Szobránc, 1923. április 8. – Kassa, 1988. november 5. katolikus pap | Apja: Kükemezey Mihály (Szobránc, 1883 – 1939 után) műbútorasztalos | Apai nagyapja: Kükemezey Mihály (? – 1922 után) községi bíró, szövetkezeti pénztárnok |  |
| Kükemezey Mihály, Szobránc, 1923. április 8. – Kassa, 1988. november 5. katolikus pap | Apja: Kükemezey Mihály (Szobránc, 1883 – 1939 után) műbútorasztalos | Apai nagyanyja: X                                                                     |  |
| Kükemezey Mihály, Szobránc, 1923. április 8. – Kassa, 1988. november 5. katolikus pap | Apja: Kükemezey Mihály (Szobránc, 1883 – 1939 után) műbútorasztalos |                                                                                       |  |
| Kükemezey Mihály, Szobránc, 1923. április 8. – Kassa, 1988. november 5. katolikus pap | Anyja: Maxim Mária (1890 – 1972 után)                               | Anyai nagyapja: Maxim János (? – ?)                                                   |  |
| Kükemezey Mihály, Szobránc, 1923. április 8. – Kassa, 1988. november 5. katolikus pap | Anyja: Maxim Mária (1890 – 1972 után)                               | Anyai nagyapja: Maxim János (? – ?)                                                   |  |
| Kükemezey Mihály, Szobránc, 1923. április 8. – Kassa, 1988. november 5. katolikus pap | Anyja: Maxim Mária (1890 – 1972 után)                               | Anyai nagyanyja: Milykó Anna (? – ?)                                                  |  |
| Kükemezey Mihály, Szobránc, 1923. április 8. – Kassa, 1988. november 5. katolikus pap | Anyja: Maxim Mária (1890 – 1972 után)                               |                                                                                       |  |

## Fordítás
- Ez a szócikk részben vagy egészben  a   Pomocný technický prápor című szlovák Wikipédia-szócikk ezen változatának fordításán alapul.  Az eredeti cikk szerkesztőit annak laptörténete sorolja fel. Ez a jelzés csupán a megfogalmazás eredetét és a szerzői jogokat jelzi, nem szolgál a cikkben szereplő információk forrásmegjelöléseként.